# Alvar Eliasson
Knut Alvar Eliasson, född 13 januari 1931 i Örby, Västergötland, död 27 juni 2019 i Ekerö, var en svensk konstnär och bokillustratör.
Eliasson bedrev konststudier i Stockholm och under resor till Italien och Frankrike. Separat ställde han ut i Stockholm 1976 och Uppsala 1977 och ett flertal gånger på Smålands museum. Han medverkade i Nationalmuseums utställning Unga tecknare 1954–1958 samt i Liljevalchs utställning Bonden i konsten 1985 och i ett flertal samlings och grupputställningar i Stockholm och på landsorten. Eliasson är representerad vid Statens konstråd, Smålands museum, Uppsala kommun, Ljungby kommun, Ekerö kommun och Kronobergs läns hembygdsförening.